# 理事会
理事会（Council）是协商、咨询、评议、讨论问题的会议，或行使行政、管理、司法、协商等功能的组织。理事会成员为理事，会议由理事长召集、主持，可设有副理事长、秘书长等协助人员。理事会既可以是国际机构、政府机构，也可以是企业内部机构，或是社会非盈利团体。在韩国的会社（公司），其董事会称为理事会（이사회），董事称为理事。在日本和韓國的私立學校中，會設有以理事長為首的理事會（校董會），理事長扮演相當於校監的角色，是位階在校長之上的實際最高負責人。
例如联合国安全理事会、联合国经济及社会理事会、亚奥理事会、歐盟高峰會、各级供销合作总社/联社理事会、省市县的农村信用合作联社理事会、全国社会保障基金理事会、宋庆龄基金会理事会、博鳌亚洲论坛理事会、中国煤炭工业协会理事会、各级红十字会理事会、各级对外友好协会理事会、各级残疾人联合会执行理事会等等。在企业内部，可以设各种用途的基金，如发明专利基金、技改基金、风险市场开拓基金等，基金设立理事会负责评议、分配基金年度份额的使用。
一般说来，理事会内部的各位理事（含法人理事）具有平等的权力，实行协商与民主投票来确定各项事务。理事会是人合性质的组织（包括自然人与法人），与董事会、股份制基金会这样的“资合”性质的组织不同。后者是按出资多少享有不同大小的投票决策权力。